# São João do Pacuí
São João do Pacuí là một đô thị thuộc bang Minas Gerais, Brasil. Đô thị này có diện tích 420,462 km², dân số năm 2007 là 4003 người, mật độ 8,9 người/km².